# Ibizarall
Ibizarall (Rallus eivissensis) är en förhistorisk utdöd fågel i familjen rallar inom ordningen tran- och rallfåglar.

## Upptäckt och utbredning
Fossil av fågeln upptäcktes så sent som 2005 i grottavlagringar från sen Pleistocen till Holocen vid Es Pouàs på ön Ibiza i Balearerna. Dess lämningar har med hjälp av kol-14-metoden konstaterats vara drygt 6000 år gamla. Den kan också ha förekommit på grannön Formentera men där har inga undersökningar gjorts ännu.

## Utseende och levnadssätt
Ibizarallen var släkt med vattenrallen, men var mindre och mer satt, hade kortare och mer robusta ben och kortare vingar. Dess flygförmåga var förmodligen begränsad, men är ovanlig på så sätt att den trots allt kunde flyga, till skillnad från de allra flesta rallar begränsade till öar. Ibizarallen levde förmodligen i brackvattenträsk i kustnära låglänta områden. 

## Utdöende
Ibizarallen dog troligen ut mellan 5 300 och 4 350 f.Kr. Det sammanfaller med när människan tros ha kommit till ön, vilket tyder på att det finns ett orsakssamband. Till skillnad från Mallorca fanns knappt några marklevande däggdjur på ön och ibizarallen saknade därför skydd mot predatorer. Ibizarallens bestånd var troligen redan från början liten på grund av öns storlek. Den dog troligen ut på grund av jakt.